# Dudley Perkins
Første gang man hørte til Dudley Perkins aka. Declaime var på Alkaholiks-albummet 'Coast II Coast' fra 1995. I 1999 gæsteoptrådte han på Lootpacks klassiker 'Soundpieces: The Antidote' før han selv udsendte den Madlib-producerede EP 'Ill Mind Muzik'.
Madlib stod også bag debutalbummet 'Andsoitissaid' fra 2001 og den forrygende 'A Lil Light' fra sidste år, hvor rapperen Declaime pludselig sprang ud som den stenede crooner Dudley Perkins.
På albummet 'Conversations With Dudley' fra 2004 lod Declaime/Dudley Perkins de to personligheder møde hinanden til en fortrolig snak om verdens sande tilstand. Og den var ikke for god ifølge den spirituelle dommedagsprofet, der på albummet begræd værdiernes fald. Produktionen på dette album var hovedsageligt lagt i hænderne på Oh No, der dog overlod en fjerdedel af arbejdet til brormand Madlib.
Dudley Perkins-albummet 'Expressions (2012 a.u.)' fra 2006 var et yderst funky samarbejde med Madlib.
I 2007 udgav Dudley Perkins 'Beautiful Mindz' sammen med labelveninden Georgia Anne Muldrow.
Bonus: Dudley Perkins kan hverken synge eller rappe, men er alligevel funky + Dudley Perkins er en fast bestanddel af pladeselskabet Stones Throw Records.

## Diskografi

### Albums
- 2000: Ill Mind Muzik EP
- 2001: Andsoitissaid
- 2003: A Lil Light
- 2004: Conversations With Dudley
- 2006: Expressions
- 2007: Beautiful Mindz